# (7447) Marcusaurelius
(7447) Marcusaurelius (1142 T-3) – planetoida z pasa głównego asteroid okrążająca Słońce w ciągu 3 lat i 255 dni w średniej odległości 2,39 j.a. Została odkryta 17 października 1977 roku.